# Cis gravipennis
Cis gravipennis är en skalbaggsart som beskrevs av Perkins 1931. Cis gravipennis ingår i släktet Cis och familjen trädsvampborrare. Inga underarter finns listade i Catalogue of Life.